# Bruthal 6
Bruthal 6 er et spansk heavy metal band der er kendt for deres egen version af Nirvana's sang kaldt Smells Like Teen Spirit
Men er kendt for at blive spillet af Slipknot, Mudvayne og Static X.
Bandet har også spillet Slipknot's sang The Heretic Anthem i fleste af deres live shows

## Historie
Tekst mangler, hjælp os med at skrive teksten

## Diskografi
- Sangre Para La Bestia (Demo, 1998)
- Insert More Coins (Demo, 2001)
- Bruthal 6 (2006)
- Augenblick (2011)

 Der er for få eller ingen kildehenvisninger i denne artikel, hvilket er et problem. Du kan hjælpe ved at angive troværdige kilder til de påstande, som fremføres i artiklen.